# Titus Gârbea
Titus Gârbea (n. 22 septembrie 1893 la București - d. decembrie 1998) a fost un general de armată român, care a îndeplinit funcții în diplomația militară a României din perioada celui de-al Doilea Război Mondial.

## Biografie
Titus Gârbea s-a născut la data de 22 septembrie 1893. A luptat în Primul Război Mondial cu gradul de sublocotenent de artilerie, în luptele de la Gorj, la Câmpu Mare și la Podul de peste Jiu. În perioada campaniei din 1917, a făcut parte din Grupul de comandă din Brigada 15 artilerie din Divizia 15, comandată de generalul Paul Angelescu și a fost avansat la gradul de locotenent.
El s-a căsătorit cu fiica unui moșier din comuna Bengești (județul Gorj), care a fost înzestrată de părinții ei cu o dotă constând din 25 de hectare teren arabil. În anii '30, Titus Gârbea a construit o casă în comuna respectivă.
În perioada celui de-al doilea război mondial, colonelul Titus Gârbea a îndeplinit funcțiile de atașat militar la Berlin (1938-1940), atașat militar la Stockholm și Helsinki (1940-1943), șef al Detașamentului de legătură Gârbea cu Grupul de Armate Sud (1942-1943), comandant al Brigăzii 18 Artilerie (1943-1944). A fost înaintat în anul 1943 la gradul de general de brigadă (cu o stea).
În martie 1944, Titus Gârbea este numit apoi în funcția de șef al Misiunii Militare Române la OKW (Oberkommando der Wehrmacht - Înaltul Comandament al Wehrmachtului) și OKH (Oberkommando der Herres - Înaltul Comandament al Armatei de Uscat), misiune convenită de Ion Antonescu și Adolf Hitler la întâlnirea lor din 23 martie 1944, de la Klessheim. Misiunea Militară Germană în România și-a dat acordul asupra numirii sale: "Este bine cunoscut de când a fost atașat militar, corect, nu ne-a dezamăgit și adevărurile spuse au fost juste și românești, chiar dacă uneori ele au putut să fie neplăcute; misiunea este așteptată."  El s-a prezentat la Hitler la 27 martie 1944 și a participat la mai multe ședințe militare ale lui Hitler cu șefii responsabili de la OKW și OKH (generalii Wilhelm Keitel, Heinz Guderian, Alfred Jodl, Kurt Zeitzler etc.), expunând poziția Marelui Stat Major al Armatei Române.
După spusele proprii, el a raportat atât mareșalului Ion Antonescu, cât și generalului Constantin Sănătescu, șeful Casei militare regale, care a inițiat răsturnarea guvernului antonescian și întoarcerea armelor împotriva Germaniei.. Generalul Sănătescu scria în jurnalul său, că la o întâlnire pe care o avut-o în 1942 cu colonelul Titus Gârbea, pe Frontul de Est, în cursul căreia dezbătuseră situația frontului, acesta din urmă "a fost primul ofițer român care mi-a spus că mergem la dezastru". Tot Sănătescu afirmă că a insistat, în martie 1944, ca Gârbea să accepte noua misiune tocmai pentru a-i putea furniza informațiile necesare în vederea pregătirii loviturii de stat.
Trecut în rezervă în anul 1944, el a fost reactivat în anul următor și numit în funcția de comandant al Corpului IV Artilerie (1945-1946), cantonat în Oltenia de Nord, având misiunea specială de a asigura paza militară a tezaurului Băncii Naționale, ascuns vremelnic la Mănăstirea Tismana și în alte localități din județul Gorj.
Generalul de brigadă Titus Gârbea a fost trecut în cadrul disponibil la 9 august 1946, în baza legii nr. 433 din 1946, și apoi, din oficiu, în poziția de rezervă la 9 august 1947.
Odată cu instaurarea regimului comunist, generalul Gârbea a fost deposedat atât de pământul, cât și de casa din județul Gorj în baza Decretului nr. 83/1949, deși suprafața terenului era de numai jumătate din limita de expropriere, iar casele de locuit nu se expropriau. I s-au confiscat toate bunurile personale și gospodărești. Soția generalului și una dintre fiicele sale care locuiau în acea casă și se aflau acolo în acea noapte au fost urcate noaptea într-un camion și transportate la Târgu Jiu, unde au rămas cu domiciliu obligatoriu.

## Onoruri postrevoluționare
După Revoluția din decembrie 1989, generalul Titus Gârbea ca veteran al celor două războaie mondiale era frecvent solicitat să acorde interviuri și să țină cuvântări cu prilejul zilelor festive (în special de 1 Decembrie). Și-a publicat o parte din memorii în revistele cu tematică militară, în special în "Viața armatei" și în "Revista de istorie militară".
Generalul în retragere Titus Gârbea, veteran de război, a fost înaintat la gradul de general-locotenent (cu 2 stele) în retragere la 17 septembrie 1993, când a aniversat vârsta de 100 ani . Apoi, la propunerea ministrului de stat, ministrul apărării naționale, generalul în retragere Titus Gârbea a fost înaintat la gradele de general de corp de armată (r) (19 septembrie 1996)  și de general de armată (r) (22 septembrie 1998) , "pentru merite deosebite în întreaga sa activitate desfășurată în cele doua războaie mondiale".
Generalul Titus Gârbea a încetat din viață în decembrie 1998, la vârsta de 105 ani și este înmormântat la Cimitirul Ghencea din București.
În prezent, o stradă din orașul Târgu Jiu îi poartă numele.

## Decorații
A fost decorat cu mai multe ordine militare cum ar fi: medalia "Crucea comemorativă a celui de-al Doilea Război Mondial, 1941 - 1945" (pentru serviciile militare aduse statului român în timpul celui de-al Doilea Război Mondial, 1994) .
- Medalia „Virtutea Ostășească” clasa I (7 mai 1985) „pentru faptele de arme săvîrșite în războiul împotriva Germaniei hitleriste, cu prilejul aniversării a 40 de ani de la victoria asupra fascismului”[12]

## Articole publicate
- Basarabia — Diamantul stemei lui Ștefan: [scrisoarea generalului H. Titus Gârbea de la 21.01.1995 adresată poeților Gr. Vieru și T. Istrati]. În "Destine" nr. 22 din februarie 1995.
- Povestesc veteranii. În Magazin Istoric nr. 8/1998.

## Citate

### DespreAdolf Hitler(1944)
„Nu-l mai văzusem din 1 septembrie 1939. Eram atunci atașat militar la Berlin, când în sala Oper Kroll a ținut faimosul discurs în fața Reichstag-ului, anunțând campania împotriva Poloniei, care avea să marcheze începutul celui de-al doilea război mondial. După atâta timp era tare schimbat. M-a izbit paloarea lui, ca a unei coli de hârtie gălbuie; era gârbovit, se ghicea uriașa povară ce-și luase și pe care o ducea de patru-cinci ani pe umeri. Mersul era destul de încet, mâinile îi tremurau vizibil, mai ales când îmi arăta cu creioanele colorate pe hartă intențiile și hotărârile sale. Uniforma era deschisă la gât, avea culoarea verde-gri de campanie, pantalonii negri, cravata și pantofii tot negri.”—Titus Gârbea

### Despre reacția lui Antonescu cu privire ladebarcarea în Normandia
„M-am înapoiat la Berchtesgaden contrariat că atât mareșalul Antonescu, cât și generalul Șteflea nu au dat prea multă importanță evenimentelor din Franța și din Finlanda, care ar fi trebuit să fie începutul sfârșitului. Poate că problemele pe care le aveau în țară îi copleșeau într-atâta, încât nu mai erau impresionați de ce se petrecea la distanțe mai mari de propriul nostru front.”—Titus Gârbea

### Despre "ajutorul militar german" oferit României (20 august 1944)
„La căderea serii am audiență la generalul Guderian, căruia îi anunț că a doua zi voi zbura la București pentru a duce Comandamentului român intențiile OKH. Acesta îmi spune că OKH nu intervine cu forțe și Grupul de armate [Ucraina de Sud] conduce bătălia, în care este prematur să intervină. Discutam posibilitatea de a aduce tancuri și întreb dacă nu este posibilă aducerea acestora din Balcani, din Bulgaria sau Iugoslavia. Îmi răspunde că acest teatru de Sud este în sarcina și răspunderea OKW și Führerul a hotărât a nu se slăbi, mai ales după pierderea Turciei. (...)

Reamintesc generalului Guderian că în martie-aprilie 1944 pe frontul nostru era o situație foarte grea și s-au făcut atunci repetate cereri de forțe germane și de armament ca să consolidăm apararea țării invadate. Am cerut atunci cele 7 divizii române care se luptau fără rost în Crimeea. Toate cererile noastre nu au avut urmări eficiente. (...)
Apoi, adresându-ma lui Guderian îi spun: "Reamintindu-vă aceasta vă declar că mâine, plecând la București, voi găsi în țară o situație schimbată din cauza frontului care se clatină. Aceasta este urmarea slăbirii sistematice a apărării de care Comandamentul german este răspunzător, ca și de desconsiderarea implicită față de Comandamentul suprem român; noua situație va avea urmările cele mai importante". Guderian mă apreciază ca fiind pesimist.”—Titus Gârbea

### Despre ultima întâlnire cu Antonescu (21 august 1944)
„Conchid lui Antonescu, care era mirat și crispat, că față de amăgelile și deturnările germane noi nu trebuie să ne mai facem scrupule. "Ei, germanii, ne vor părăsi deliberat în Moldova și Basarabia. Nu trebuie să lăsăm răul să se întindă și, dumneavoastră, în calitate de comandant suprem român, să cereti încetarea ostilităților pe baza unui armistițiu". (...) Mareșalul Antonescu tace îndelung, apoi reia: "Eu mă duc la Grupul de armate general Friessner, iar mâine sau poimâine vin la București să raportez regelui și să-i predau puterea".”—Titus Gârbea